# Emilia Pardo Bazán
Emilia Pardo-Bazán y de la Rúa-Figueroa (La Coruña, 16 de septiembre de 1851-Madrid, 12 de mayo de 1921), condesa de Pardo Bazán, fue una novelista, periodista, ensayista, crítica literaria, poetisa, dramaturga, traductora, editora, catedrática y conferenciante española introductora del naturalismo en España. Fue una precursora en sus ideas acerca de los derechos de las mujeres y el feminismo. Reivindicó la instrucción de las mujeres como algo fundamental y dedicó una parte importante de su actuación pública a defenderlo. Entre su obra literaria una de las más conocidas es la novela Los pazos de Ulloa (1886). 
Entre sus obras destacadas está La cuestión palpitante, una recopilación de artículos que la acreditan como una de las principales impulsoras del naturalismo en España, movimiento que surge como reacción al romanticismo. También La Tribuna (1883), considerada la primera novela social y la primera novela naturalista española, donde incorpora por primera vez al proletariado y da voz y discurso propio a una mujer trabajadora: Amparo, la cigarrera.
Fue la primera mujer socia del Ateneo de Madrid, admitida el 9 de febrero de 1905.

## Biografía

### Infancia y educación
Emilia Pardo Bazán era hija de una familia gallega noble y muy pudiente de España: el conde pontificio de Pardo-Bazán, José María Pardo-Bazán y Mosquera, título que Alfonso XIII le concedió a ella en 1908, y Amalia María de la Rúa-Figueroa y Somoza. Su padre, convencido de los derechos de la mujer, le proporcionó la mejor educación posible, fomentando su amor por la literatura. Además de la residencia de la calle Tabernas, la familia poseía otras dos casas, una cerca de Sangenjo, y la otra en las afueras de La Coruña, el Pazo de Meirás. A la edad de nueve años ya empezaba a mostrar un gran interés por la escritura. En la biblioteca paterna encontró acceso a una gran variedad de lecturas; declaró que sus libros preferidos entonces fueron Don Quijote de la Mancha, la Biblia y la Ilíada. En la casa de La Coruña leyó además La conquista de México de Antonio de Solís y las Vidas paralelas de Plutarco. Los libros sobre la Revolución francesa le fascinaban. Durante las estancias familiares de invierno en Madrid, Emilia asistía a un colegio francés protegido por la Real Casa donde fue introducida en la obra literaria de La Fontaine y Jean Racine —lo que le sería especialmente útil posteriormente, dados sus frecuentes viajes a Francia para conectar con el mundo literario europeo y conocer y tratar a relevantes autores como Victor Hugo—. A los doce años la familia decidió quedarse en La Coruña durante los inviernos y allí Emilia estudió con instructores privados. Se negó a seguir las modas que limitaban a las mujeres al aprendizaje de la música y la economía doméstica. Recibió una formación sobre todo tipo de materias con atención especial a las humanidades y a los idiomas, llegando a manejar con soltura el francés, el inglés y el alemán. No pudo acudir a la universidad, vetada para las mujeres, por lo que los avances científicos y filosóficos los siguió a través de los amigos de su padre y de los libros. A los quince años, escribió su primer cuento (Un matrimonio del siglo XIX), el primero de los numerosos que publicó a lo largo de su vida.

### Matrimonio e inicios como escritora
Se casó a los dieciséis años con José Quiroga, también de familia hidalga; él tenía diecinueve años y todavía era estudiante de derecho. La relación era bien vista por los padres de ambos. La boda se celebró en 1868 en Meirás y después de la misma, la pareja recorrió España. El matrimonio no se separó de su familia y durante años vivieron con sus padres y viajaron por Europa.

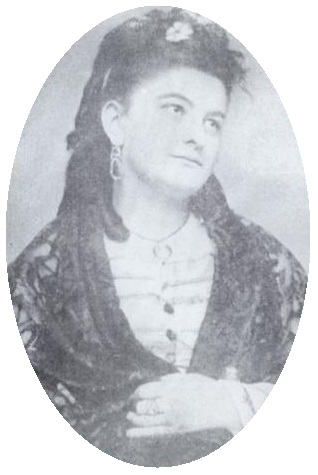
Emilia Pardo Bazán

En 1869 ella y su marido se trasladaron a vivir a Madrid cuando su marido, José Quiroga, fue elegido diputado a Cortes tras la Revolución de 1868. Cuando este dejó su escaño, los cuatro emprendieron un viaje de varios meses a Francia e Italia. Emilia publicó las crónicas de este viaje en el diario El Imparcial —recogidas después en uno de sus libros de viajes, Por la Europa católica (1901)—, y en ellas denunció la necesidad de europeización de España, recomendando viajar al menos una vez al año como medio para educarse.

Partidaria del carlismo durante el Sexenio Revolucionario, según Isaak Pavlovski, Pardo Bazán llegó incluso a traficar con armas para los defensores de Don Carlos, aunque años después abandonó esta causa.

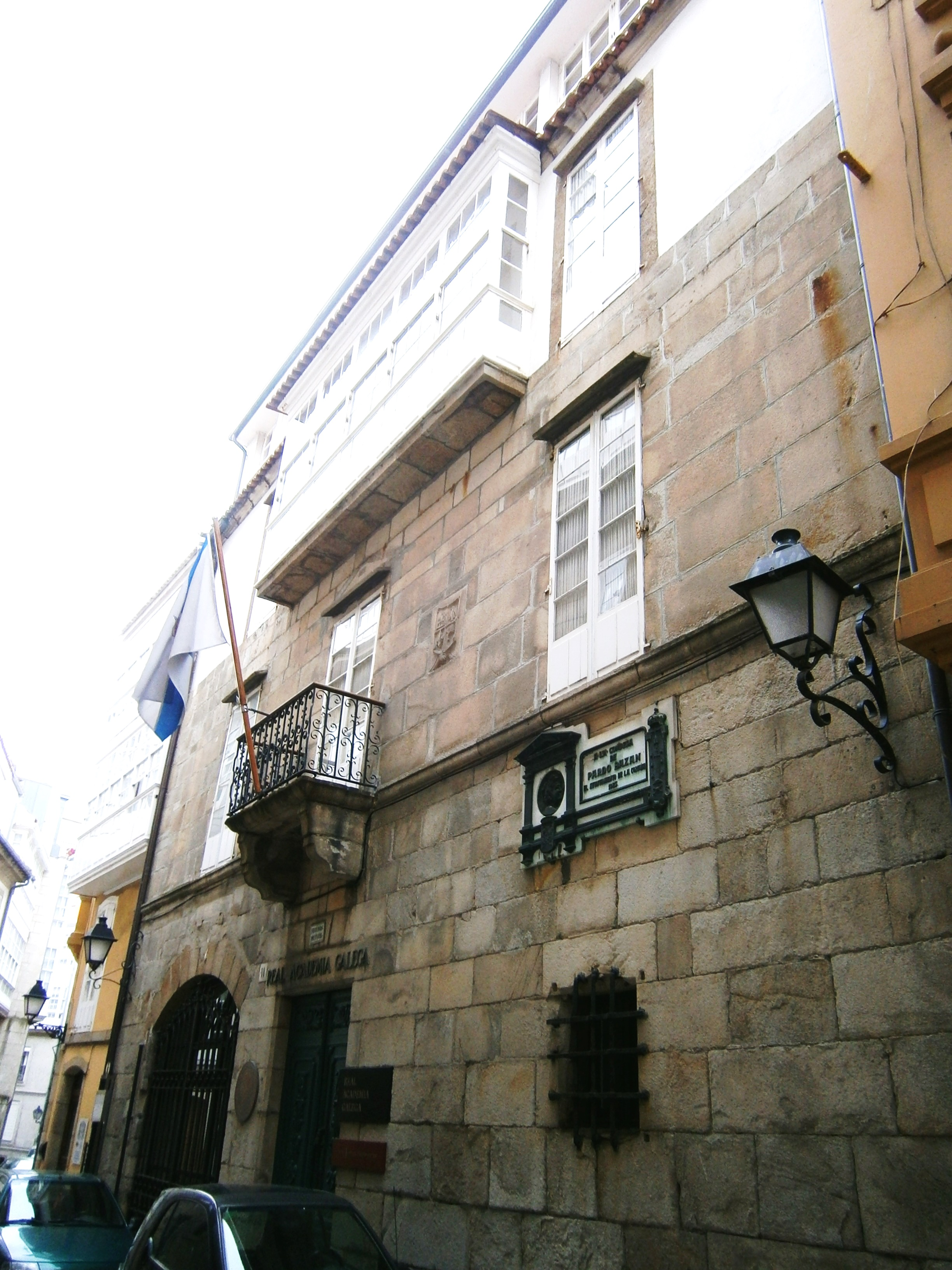
Casa de Emilia Pardo Bazán en La Coruña.

Según los documentos de la época, su marido José Quiroga era tranquilo y reservado. El matrimonio mantenía una buena armonía, ella lo apoyaba en sus estudios de abogacía y él valoraba los intereses intelectuales de su esposa. Pasaron ocho años de matrimonio hasta tener su primer hijo, Jaime (1876); después nacieron Blanca (1879) y Carmen (1881). En los años siguientes la relación matrimonial se resintió, más a causa de los trabajos intelectuales y literarios de ella que por causas personales, aseguran los cronistas.
En 1876 se dio a conocer su primer trabajo como escritora con Estudio crítico de las obras del padre Feijoo, un ensayo sobre este intelectual gallego del siglo XVIII por el que la escritora siempre tuvo gran admiración, posiblemente por su obra avant la lettre. Con la obra ganó un premio, compitiendo en este certamen con Concepción Arenal. En el mismo año publicó su primer libro de poemas, Jaime, que dedicó a su hijo recién nacido, editado por Francisco Giner de los Ríos.
 

Colaboró en la revista católica La Ciencia Cristiana, desde la que en 1877 se opuso, con argumentos cientificistas, a la teoría del darwinismo sobre el origen de las especies.

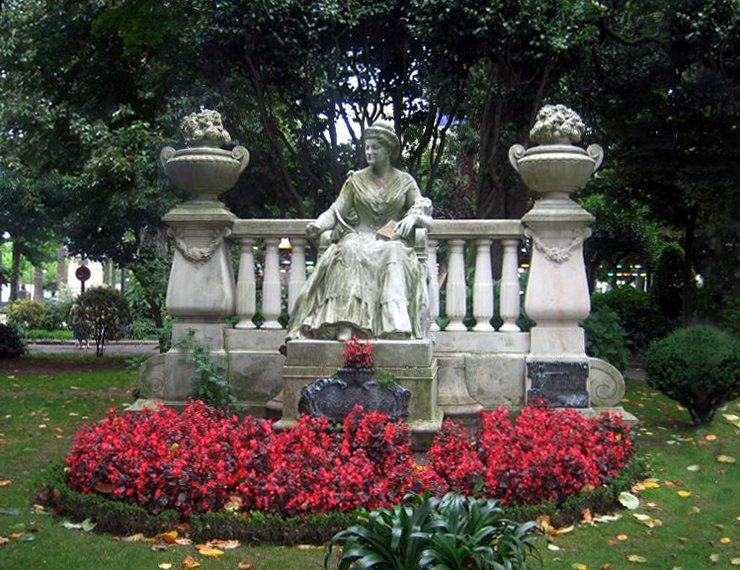
Monumento dedicado a Emilia Pardo Bazán en La Coruña.

Su primera novela publicada apareció en 1879, Pascual López, autobiografía de un estudiante de medicina, novela romántica y realista al mismo tiempo, localizada en Santiago de Compostela. La publicó en la Revista de España, influida por la lectura de Pedro Antonio de Alarcón y de Juan Valera, y todavía al margen de la orientación que su narrativa tomó una década después. El éxito de la novela la llevó a seguir el mismo camino, publicando en 1881 Un viaje de novios, sobre el matrimonio imprudente de una mujer joven, hija única de un nuevo rico, y un hombre maduro; una obra híbrida, en la que elementos puramente realistas se mezclan con otros propios de la novela de tesis —en este caso, la imprudencia de un matrimonio de conveniencia— y con profusas descripciones de paisajes y personajes, que toma de Balzac y Daudet, y que ya anuncian su próximo interés por el naturalismo.
También en 1881 se data el inicio de la correspondencia epistolar entre Emilia Pardo Bazán y Benito Pérez Galdós con quien inicialmente mantuvo una relación literaria que derivó hacia una intimidad amorosa de larga duración, especialmente tras la separación de Emilia y su esposo a partir de 1883, cuando Galdós se encontraba en el apogeo del triunfo de La desheredada y doña Emilia acababa de publicar La cuestión palpitante. Ambos escritores fueron amantes durante casi 20 años y, pese a dejar de serlo, mantuvieron una relación cercana hasta el final de sus vidas.

### La cuestión palpitantey el naturalismo
Pardo Bazán admira el naturalismo francés pero defiende la literatura española y su carácter castizo que considera un realismo propio. Aunque parte de su obra está considerada como "naturalista" algunos especialistas establecen que lo relevante es el hecho de que la autora introdujo en España el debate sobre las propuestas de Émile Zola a través de sus ensayos de divulgación periodística.

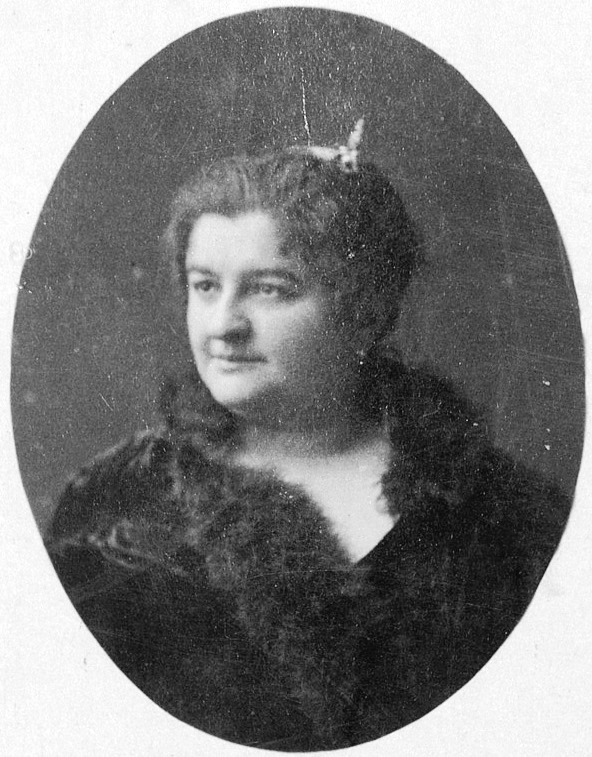
Emilia Pardo Bazán en 1887

En 1882 comenzó, en la revista La Época, la publicación por entregas de una serie de artículos sobre Émile Zola y la novela experimental, reunidos posteriormente en el volumen La cuestión palpitante (1883), acreditándola como una de las principales impulsoras del naturalismo en España. En la obra, prologada por Clarín, defiende el realismo "a la española" de sus contemporáneos Galdós y Pereda y, a pesar de que sus ideas habían sido publicadas por entregas anteriormente, causó un gran escándalo.
Se consideró el alegato indecente de una mujer casada y respetable en favor de la literatura francesa considerada, en España, atea y pornográfica. En realidad, aunque criticaba el naturalismo defendía el valor literario de Zola y se la identificó con la postura atea y provocativa del escritor.
La obra provocó un importante revuelo y recibió numerosos ataques al ser considerada un manifiesto en favor de la pornografía francesa y la literatura atea, sumado el hecho de que la autora era una mujer, esposa y madre.  Los defensores de la religión y la moral encontraron terreno abonado para el ataque, secundado por algunas personas que habían sido incluso amigas y admiradoras suyas, como es el caso de Marcelino Menéndez Pelayo.
Su marido, «horrorizado» —según describen sus biografías— por los ataques recibidos, le pidió que dejara de escribir. Le asustaba —detallan algunas biografías de Pardo Bazán— que identificaran a su esposa con el personaje femenino valiente y revolucionario de su novela La tribuna. Emilia se negó. Se fue de viaje a Italia y no volvieron a vivir juntos. Con el escándalo el libro aumentó sus ventas y aumentó la notoriedad de la escritora. Desde Francia, Zola acogió positivamente el texto y se mostró sorprendido de que la autora fuera una mujer. 
El ensayo La cuestión palpitante y la novela La Tribuna fueron el origen de su fama de escritora rebelde y provocadora.

### La Tribuna, primera novela naturalista española

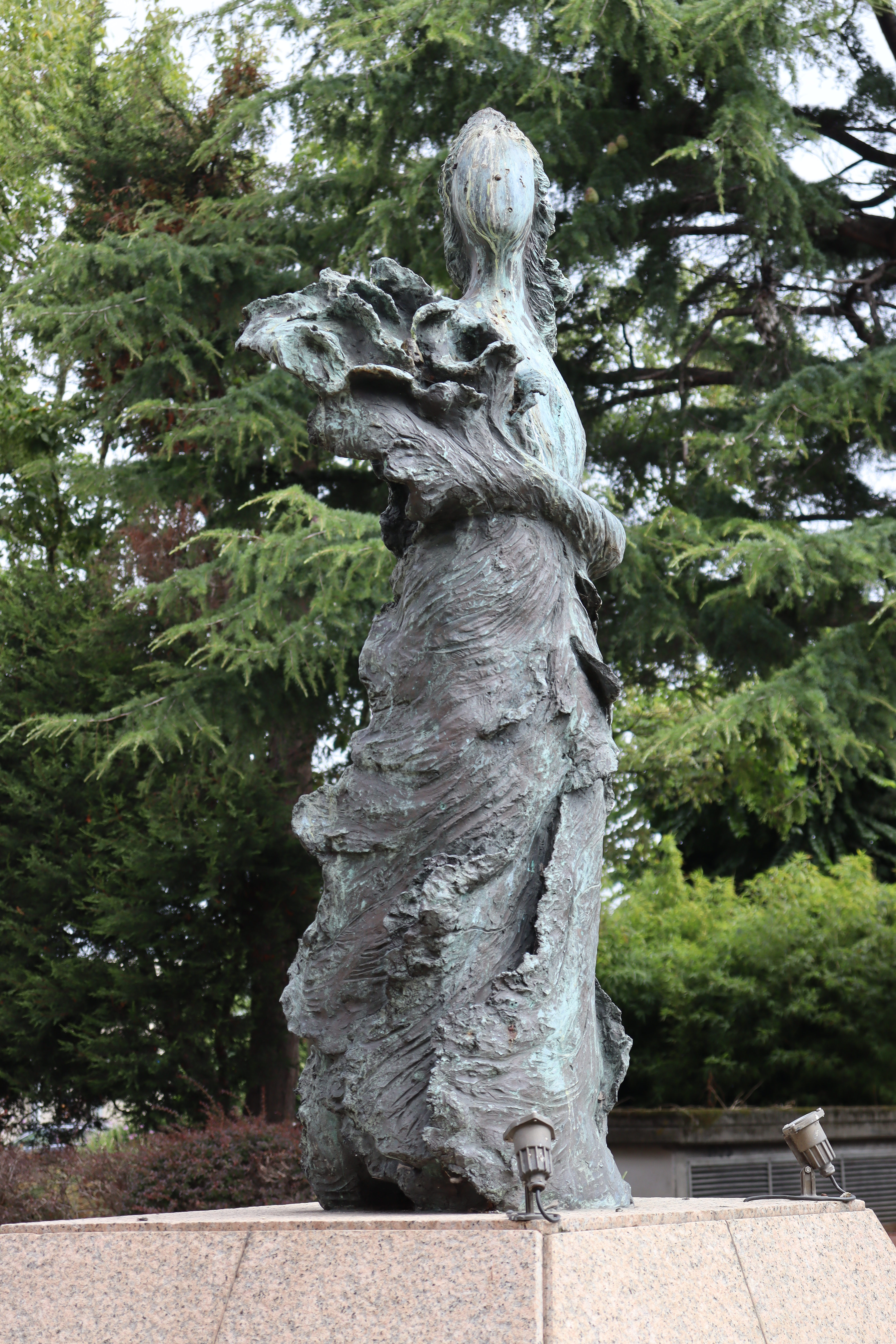
Estatua de las cigarreras que aparecen en La Tribuna.

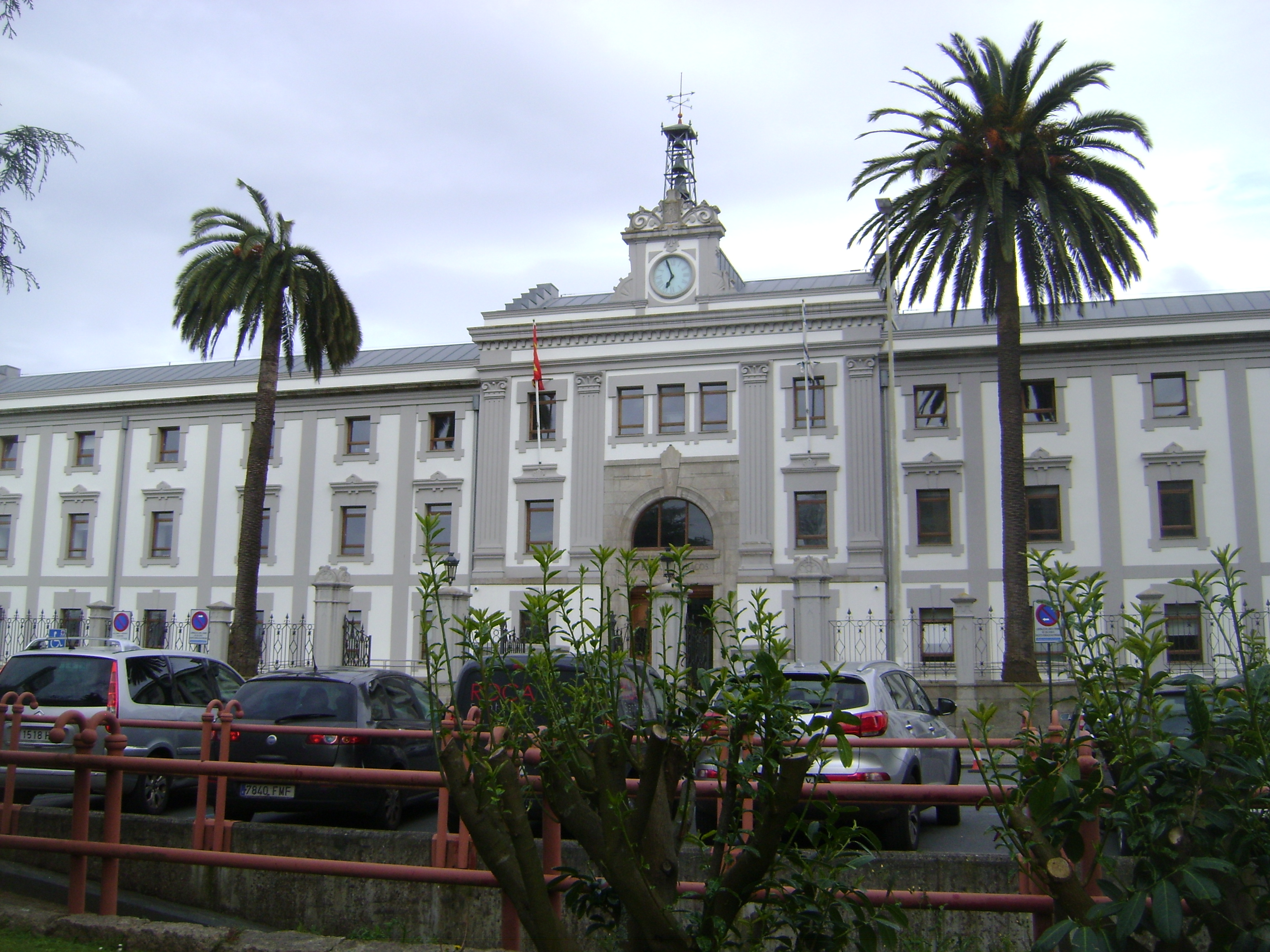
Antigua Fábrica de Tabacos que aparece en La Tribuna.

En 1883 publicó La Tribuna, considerada la primera novela social y la primera novela naturalista española. Cuenta la historia de una mujer obrera y refleja el ambiente de trabajo en una fábrica, mostrando el ambiente de las cigarreras de La Coruña a la que da el nombre literario de Marineda. Amparo, su protagonista, es una mujer trabajadora con discurso propio. La novela narra la historia de una huelga y su protagonista es una joven valiente y resuelta que encabeza las reivindicaciones obreras, una mujer guapa engañada por un «señorito» que la seduce y la abandona y termina con los gritos populares a favor de la República al tiempo que ella da a luz a su hijo.
Emilia Pardo Bazán incorpora por primera vez en la novela española al proletariado —antes que Pérez Galdós y Blasco Ibáñez— y describe los métodos industriales, formas de trabajo, duros horarios y el ambiente obrero en años de intensa movilización social, a la vez que realiza también un profundo análisis del mundo femenino y de la doble jornada de las obreras siendo madres y trabajadoras.
A partir de 1884 y tras el escándalo generado por La cuestión palpitante, Pardo Bazán comenzó a distanciarse del «zolismo» sin suponer la descalificación de la doctrina del maestro por el que siempre guardará admiración. «Los primeros síntomas de tal alejamiento se hacen explícitos en sus Apuntes autobiográficos (1886), cuando, refiriéndose al libro de 1883, declara que en él examina «la estética naturalista a la luz de la teología, descubriendo y rechazando sus elementos heréticos, deterministas y fatalistas, así como su tendencia al utilitarismo docente, e intentando un sincretismo que deja a salvo la fe» (O. C., III, pp. 722-723). «Un paso más en ese proceso se manifiesta al año siguiente, en sus conferencias sobre la literatura rusa; en ellas, más que —como a veces se ha dicho— sustituir en su devoción a Zola y el naturalismo francés por Tolstoi y el espiritualismo ruso, doña Emilia ofrece una visión más totalizadora y comprensiva de lo que en el movimiento literario europeo ha significado la propuesta de «le roman expérimental», señala José Manuel González Herrán, catedrático de Literatura Española, especialista en su obra.
En 1885 publicó La dama joven en la que habla de crisis matrimoniales, justo en el momento en el que empezó la separación entre ella y su marido.
Tanto el naturalismo practicado por Pardo Bazán como el de Galdós, frente a los principios ideológicos y literarios de Zola, acentuaba la conexión de la escuela francesa con la tradición realista española y europea lo que le permitía acercarse a un ideario más conservador y católico en lo que respecta a ella, que nunca abandonó el catolicismo, por más que admitiera las bases ideológicas del determinismo social y darwinista.
El método naturalista culminó en Los pazos de Ulloa (1886-1887), su novela más famosa, y la obra que la consagró como una de las grandes escritoras de la literatura española. En ella describe la decadencia de la oligarquía terrateniente que ha perdido su papel de liderazgo social, la nobleza degradada, patética pintura de la decadencia del mundo rural gallego y de la aristocracia. Un año más tarde publicó su continuación con La madre naturaleza (1887), fabulación naturalista en la que cuenta los amores incestuosos entre dos jóvenes que no saben que son hermanos. 
A partir de la década de 1890 Pardo Bazán se apartó del naturalismo y exploró nuevos caminos literarios como el idealismo y el simbolismo también tendencias europeas. Siguió escribiendo novelas que influyeron en Vicente Blasco Ibáñez, uno de los grandes escritores de fin de siglo.

### Madurez literaria

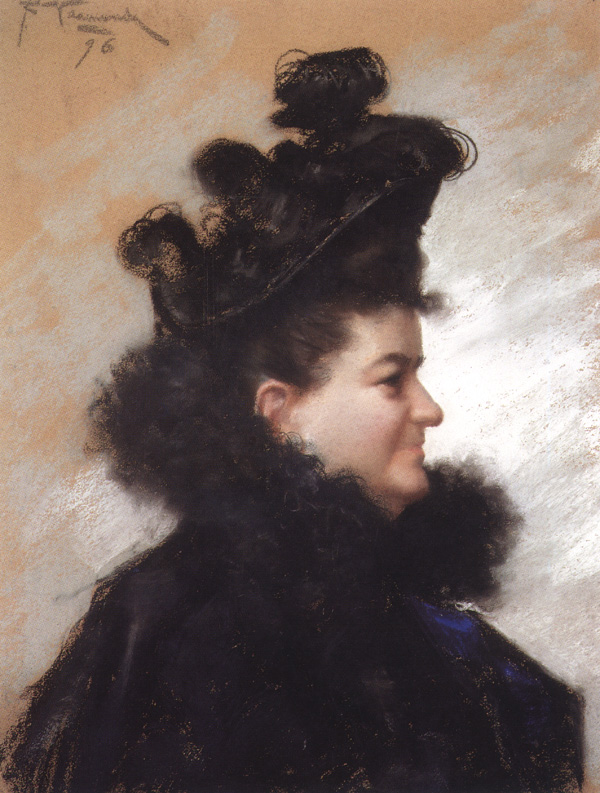
Retrato de Emilia Pardo Bazán (1896), del pintor coruñés Joaquín Vaamonde Cornide.

La separación amistosa de su marido le permitió a Pardo Bazán seguir con libertad sus intereses literarios e intelectuales sin obstáculos. Se preocupó, ya no solo de polémicas literarias, sino de intervenir en el periodismo político y de luchar incansablemente por la emancipación social e intelectual de la mujer. Publicó ensayos como La revolución y la novela en Rusia (1887) o La mujer española (1890) y sus conferencias en instituciones de renombre tenían tanto éxito que con frecuencia era invitada a repetirlas. Tal popularidad le granjeó en ocasiones enemistades entre los escritores de su tiempo, que veían invadido un sector tradicionalmente reservado a los hombres por una mujer considerada más competente que muchos de ellos. Esto le llevó a decir: «Si en mi tarjeta pusiera Emilio, en lugar de Emilia, qué distinta habría sido mi vida.»
En 1888 visitó en Venecia al pretendiente carlista al trono de España y los artículos que escribió a raíz de la visita contribuyeron a la escisión del carlismo.
Coincidiendo con la muerte en 1890 de su padre, su obra evolucionó hacia un mayor simbolismo y espiritualismo, patente en Una cristiana (1890), La prueba (1890), La piedra angular (1891), La quimera (1905), La sirena negra (1908) y Dulce dueño (1911). Esta misma evolución se observa en sus más de quinientos cuentos y relatos, recogidos en Cuentos de la tierra (1888), Cuentos escogidos (1891), Cuentos de Marineda (1892), Cuentos sacro-profanos (1899), entre otros. 
En Una Cristiana y La Prueba, de 1890, parece trabar polémica a través de la ficción con algunos de sus detractores morales, como el padre Coloma, Menéndez Pelayo y Pereda. La diferencia de edad entre enamorados, el cruce de afectos o deberes familiares y el remordimiento religioso son ingredientes clave. Adán y Eva, que agrupa las novelas Doña Milagros (1894) y Memorias de un solterón (1896), parece, según algunos críticos literarios, la justificación de su relación con Galdós. En La Quimera (1905), sin embargo, vuelve al aguafuerte para retratar el Madrid polvoriento.
Gastrónoma aficionada, fue autora de La cocina española antigua (1913) y La cocina española moderna (1917).

### Nuevo Teatro Crítico

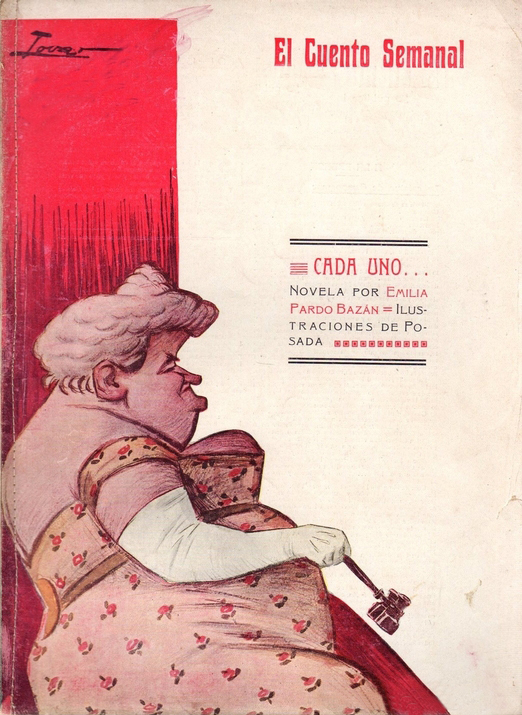
Cada uno (n.º 7 de El Cuento Semanal, 15 de febrero de 1907)

En su afán reformador, en 1890 doña Emilia aprovechó la herencia paterna para crear una revista de pensamiento social y político totalmente escrita y financiada por ella: Nuevo Teatro Crítico, titulada en homenaje a Benito Jerónimo Feijoo del que fue seguidora. En ella se incorporaron ensayos, críticas literarias, noticias sobre otros escritores y estudios de actualidad política y social con el objetivo de reflejar la vida intelectual de su época y cuyo contenido en gran parte está dedicado a la conciencia de la igualdad entre hombres y mujeres y su implantación.
En un principio tuvo éxito, su estilo directo y sinceridad acrecentó la polémica que ella no desdeñó y le crearon fama de vehemente y revolucionaria. La experiencia duró tres años y en su despedida a los lectores declaró que había perdido en la empresa humor y dinero.
La rica obra de Emilia Pardo Bazán incluye también los libros de viajes, como Por Francia y por Alemania (1889), Por la España pintoresca (1895) y las biografías San Francisco de Asís (1882) y Hernán Cortés (1914). Varela Jácome ha descubierto una novela inédita: Los misterios de Selva.

En el año 2012, se publicó por primera vez en España su primera novela, escrita con trece años de edad, Aficiones peligrosas. 

Escudo de la condesa de Pardo Bazán, dama de la Orden de María Luisa.

Sus extensas Obras completas se imprimieron ya en vida (Obras Completas, Madrid: Imprenta A. Pérez Dubrull, 1891, 43 vols.), pero la que parece más completa es la póstuma de 1924 (Obras Completas, Valladolid: Imprenta Colegio de Santiago, S. A., 1924). Federico Carlos Sainz de Robles hizo otra edición con estudio y notas, pero limitada a su narrativa: Obras Completas (Novelas y Cuentos) con estudio preliminar, notas y prólogo de Federico Carlos Sainz de Robles (Madrid: Aguilar, 1947, 2 vols.) La misma editorial imprimió una selección con ese título en 1973 encomendada a un hispanista especializado: Obras Completas, introducción bibliográfica, selección de material crítico, prólogo, clasificación de cuentos, notas y apéndices de Harry Kirby. (Madrid: Aguilar, 1973 3 vols.) La Biblioteca Antonio de Castro asumió desde 1999 la publicación entera de sus Obras Completas (Madrid: Fundación José Antonio de Castro, 1999-...) por parte del especialista Darío Villanueva.

## Activismo por los derechos de la mujer
Pardo Bazán fue una abanderada de los derechos de las mujeres y dedicó su vida a defenderlos tanto en su trayectoria vital como en su obra literaria. Se definía a sí misma como feminista radical  “Yo soy una radical feminista; creo que todos los derechos que tiene el hombre debe tenerlos la mujer”. La creación de la revista mensual Nuevo Teatro Crítico (1891-1893) que redactó sola complementado con la creación de la colección Biblioteca de la Mujer que fundó y dirigió de 1892 a 1914 con ediciones especialmente relevantes como La esclavitud femenina de John Stuart Mill o La mujer ante el socialismo de August Bebel son claves en el afán de Pardo Bazán para formar a las mujeres.
En todas sus obras incorporó sus ideas acerca de la modernización de la sociedad española, sobre la necesidad de la educación femenina y sobre el acceso de las mujeres a todos los derechos y oportunidades que tenían los hombres. 
Su cuidada educación y sus viajes por Europa le facilitaron el desarrollo de su interés por la cuestión femenina. En 1882 participó en un congreso pedagógico de la Institución Libre de Enseñanza celebrado en Madrid, criticando abiertamente en su intervención la educación que las españolas recibían considerándola una «doma» a través de la cual se les transmitían los valores de pasividad, obediencia y sumisión a sus maridos. También reclamó para las mujeres el derecho a acceder a todos los niveles educativos, a ejercer cualquier profesión, a su felicidad y a su dignidad.
Uno de sus empeños fue también la presencia de las mujeres en las instituciones culturales. Aún consciente del sexismo en los círculos intelectuales, propuso a Concepción Arenal para la Real Academia Española, pero la candidatura fue rechazada; tampoco se había aceptado la de Gertrudis Gómez de Avellaneda, ni su propia candidatura, rechazada en tres ocasiones:  en 1889, en 1892 y en 1912 en el que la Real Academia la rechazó alegando un defecto de forma a pesar de que la escritora había logrado el apoyo de destacados intelectuales y de campañas favorables en periódicos de Galicia y Madrid.

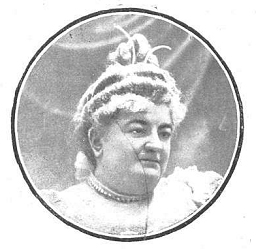
Fotografía de Emilia Pardo Bazán publicada en 1908 en la revista Actualidades.

El 9 de febrero de 1905 se convirtió en la primera mujer admitida como socia en el Ateneo de Madrid con el número 7.925. Aunque ya era una reconocida escritora y había dado conferencias allí no podía entrar en la casa como socia de pleno derecho. Tras su admisión solicitaron el ingreso de inmediato otras destacadas feministas y compañeras de Pardo Bazán, Blanca de los Ríos y Carmen de Burgos, admitidas el 10 de marzo, y Gloria Laguna. Un año después, en 1906 fue la primera mujer en presidir la sección de literatura del Ateneo de Madrid.
Pardo Bazán fue también la primera mujer en ocupar una cátedra de literaturas neolatinas en la Universidad Central de Madrid (en 1916) además de ser nombrada en 1910 consejera de Instrucción Pública por Alfonso XIII.
Pardo Bazán tuvo una intensa vida social que no limitó su actividad como escritora. Concentraba sus actividades sociales durante los meses de estancia en Madrid y sus trabajos literarios en los meses que pasaba en Galicia, generalmente en el Pazo de Meirás. 

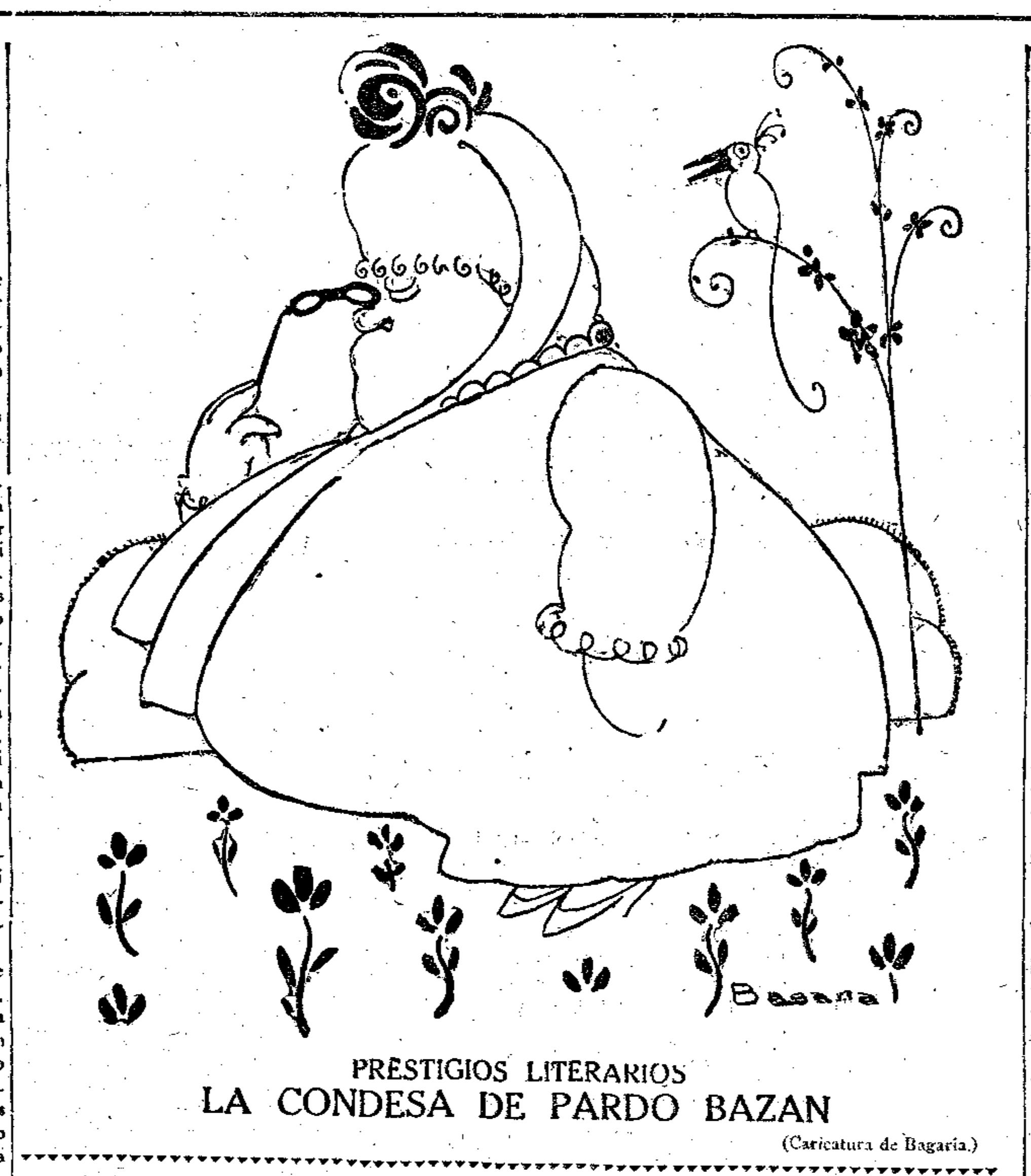
Caricaturizada por Bagaría en El Sol (1918)

Desde su primer traslado a Madrid comenzó a relacionarse con políticos e intelectuales de la época entre ellos Giner de los Ríos, amigo de sus padres, con quien compartió el interés por la educación y las preocupaciones reformistas y a quien consideró uno de sus mejores amigos. También Menéndez Pelayo de quien acaba distanciándose tras la polémica de sus escritos de 1883. Tuvo también amistad con Pérez de Ayala, Miguel de Unamuno, Ramón de Campoamor, a cuyas tertulias acudía, y Wenceslao Fernández Flórez.
Desde 1880 mantenía relaciones epistolares con Menéndez Pelayo y otros escritores y críticos como Clarín, que fue muy amigo suyo y prologó su polémico libro La cuestión palpitante. En este dice de doña Emilia que es «simpática, valiente y discretísima», pero años más tarde declara que se arrepiente del prólogo y empieza a criticar sus obras.
Tenía múltiples enfrentamientos con José María de Pereda especialmente cuando este declaró que una mujer no podía ser académica, y mejor relación con Valera aunque tampoco le apoyó cuando Pardo Bazán quiso entrar en la Academia.
Admiró y apoyó las obras de los pintores más vanguardistas de la época como Sorolla y Aureliano de Beruete y entre los políticos más importantes de la época destacó su amistad con Castelar, Pi y Margall, Cánovas y Canalejas, con quien tuvo muchos debates y contactos.

### Obra feminista

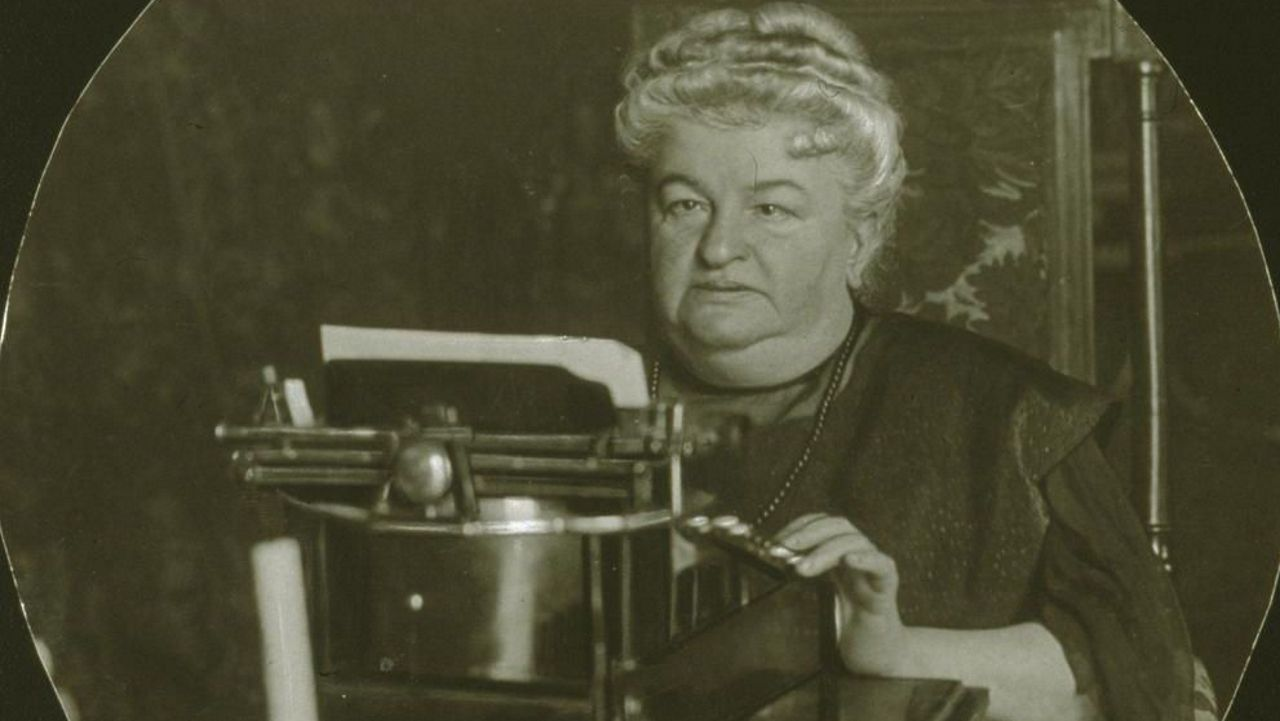
Pardo Bazán frente a una máquina de escribir

Pardo Bazán vivió la conciencia feminista considerando que la igualdad entre mujeres y hombres era una meta posible. Había nacido en 1851 en un contexto social en el que tuvo que enfrentarse al inmovilismo, a la tradición oscurantista y a la misoginia. Uno de sus primeros escritos feministas y más emblemáticos, señala la investigadora especialista en la obra de Pardo Bazán, Cristina Patiño Eirín, es Cartas a Tula, dirigida a Gertrudis Gómez de Avellaneda su interlocutora soñada cuando esta ya había muerto. En 1883 publicó La Tribuna, considerada la primera novela social y la primera novela naturalista española en la que da protagonismo a una mujer obrera, Amparo, con voz propia. Y en 1885 con La dama joven presenta a otras dos protagonistas reflexionando sobre la situación de las mujeres de su época. En 1889 publicó Morriña e Insolación, ambas novelas cuentan una historia de seducción protagonizadas por mujeres de distinta clase social. En Insolación plantea, de forma revolucionaria para la época, la posibilidad de que una mujer deseara a un hombre sin mediar amor romántico o intenciones de matrimonio. La obra le procuró duras críticas de autores contemporáneos que hasta entonces consideraba amigos, como Leopoldo Alas “Clarín” o José María Pereda, que consideraron inmoral el comportamiento de Asís, la protagonista de Insolación y llegaron a pasar de la crítica del personaje a la crítica de la autora.
El contenido de Nuevo Teatro Crítico, revista de la que fue su única redactora, fue dedicado en gran parte al feminismo. También creó la colección "Biblioteca de la Mujer" (1892-1914) recogiendo en su segundo tomo La esclavitud femenina de John Stuart Mill con un prólogo de la propia Pardo Bazán.

#### Colección "Biblioteca de la Mujer"
De 1892 a 1914 Pardo Bazán financió y dirigió el proyecto editorial "Biblioteca de la Mujer" con el objetivo de la difusión entre el público femenino de las ideas progresistas relacionadas con los derechos de las mujeres. En la colección destacan La esclavitud femenina (The Subjection of Women, 1869), de John Stuart Mill y La mujer ante el socialismo (Die Frau und der Sozialismus, 1879), de August Bebel. El listado definitivo incluye, además de los anteriores títulos,  Vida de la Virgen María (1892) de María de Jesús de Ágreda ; III:  Novelas (1892) María de Zayas; IV: Reinar en secreto (La Maintenon) (1892) Padre Mercier (SJ), ; V: Historia de Isabel la Católica (1892) Gonzalve de Nervo; VI: Instrucción de la mujer cristiana (1892) de Juan Luis Vives; y de la propia Emilia Pardo Bazán los títulos VII: La revolución y la novela en Rusia (1893) ; VIII: Mi romería (1893); X: La cocina española antigua (1913); y XI: La cocina española moderna (1914) . Los últimos volúmenes, que son recetarios de cocina,  siguen teniendo en el fondo el espíritu feminista de la autora.

#### Violencia contra las mujeres
Entre los temas más recurrentes de sus cuentos se encuentra el de la violencia machista, tema también muy presente en algunas de sus novelas. En el año 2018 Cristina Patiño Eirín, de la Universidad de Santiago de Compostela, hizo una recopilación de treinta y cinco de estos cuentos con esta temática a la que puso el título de una de las narraciones incluidas: El encaje roto.

## Determinismo racial

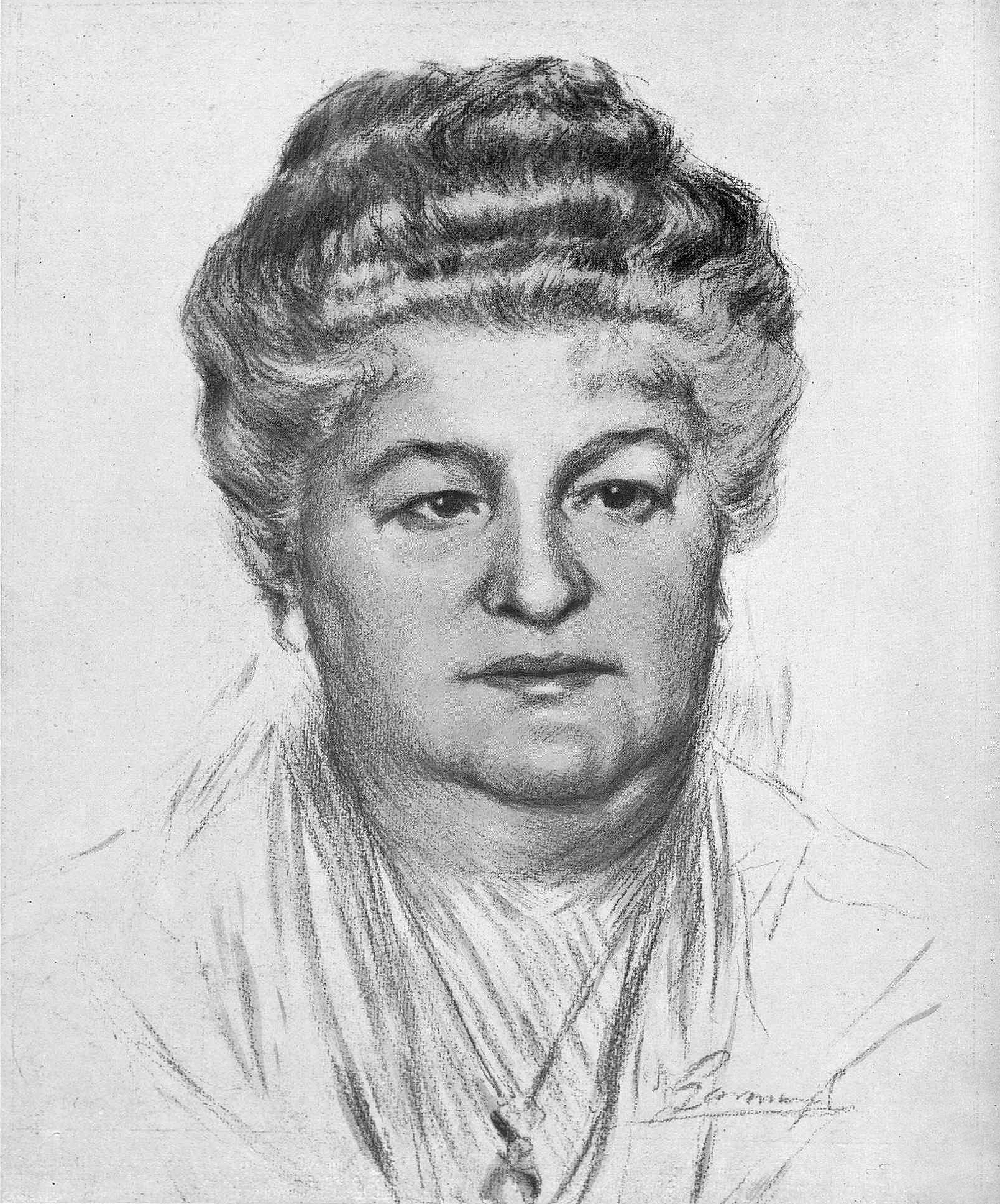
Retratada en las páginas de La Esfera (1921)

De acuerdo con Brian J. Dendle, su naturalismo bebe parcialmente de las teorías tardodecimonónicas de herencia racial y atavismo racial. Era buena conocedora de las teorías raciales aplicadas a la criminología de Cesare Lombroso. Con una matriz ideológica católica afín a Pidal y Mon, tuvo no obstante ideas racistas. Albergó convicciones antisemitas que le hicieron denigrar tanto a sefarditas como a askenazíes. En 1899 trató de justificar el antisemitismo del caso Dreyfus desde las páginas de La Ilustración Artística: «El asunto Dreyfus [no es] sino episodio de la lid secular que ensangrentó en la Edad Media las calles de Valencia y de Toledo» [...] «La cruzada contra Dreyfus se explica, y al explicarse queda medio justificada».

## Vida personal
Se casó a los dieciséis años de edad con José Quiroga y Pérez Deza de cuyo matrimonio nacieron tres hijos: Jaime (1876-1936) fusilado durante la guerra civil, Blanca (1879-1970) y Carmen (1881-1935). Se separaron en 1884 de manera amistosa, tras lo cual, él se retiró a vivir a sus propiedades gallegas y ella continuó con su actividad de escritora en Madrid y Galicia. Él siguió con interés su carrera e incluso en alguna ocasión fue el organizador de algún homenaje que ella recibió en Galicia. Cuando en 1912 murió, la escritora guardó luto riguroso durante un año. 

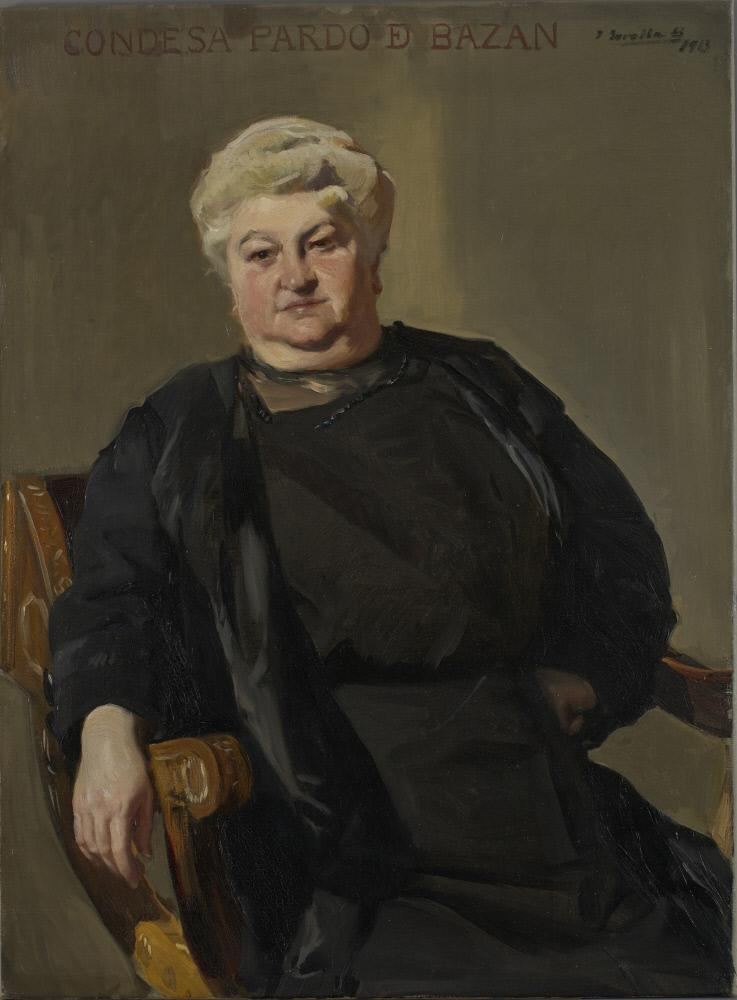
Retratada por Joaquín Sorolla hacia 1913

Posteriormente inició una relación amorosa con Benito Pérez Galdós, por entonces cercano también al naturalismo, con quien había mantenido previamente una relación literaria. La confirmación de esta relación que duró más de veinte años y sus detalles, se revelaron a partir de 1970 tras la publicación de 32 cartas inéditas de Emilia a Galdós. Según Bravo-Villasante es posible que la correspondencia con Galdós datase de 1881. De su correspondencia inédita se deduce que la amistad literaria derivó hacia una intimidad amorosa que duró cinco años, que Galdós compaginaba con otra relación con su amante Lorenza Cobián. Al final, Pardo Bazán tuvo una aventura con José Lázaro Galdiano, «un error momentáneo de los sentidos, fruto de las circunstancias imprevistas», según lo calificó ella. Al escritor le dolió profundamente la infidelidad que, debidamente disfrazada, quedó reflejada en dos novelas de él —La incógnita y Realidad— y en una de ella —Insolación—. La relación se caracterizaba por una gran admiración mutua y la correspondencia revela una gran amistad y una gran intimidad literaria y amorosa.
Pardo Bazán falleció en 1921, por una complicación de la diabetes que padecía, en el número 27 de la madrileña calle de la Princesa donde llevaba viviendo desde 1917.  Está enterrada en Madrid en la basílica de la Concepción aunque ella había dado instrucciones de ser enterrada en las Torres de Meirás.

## El pensamiento artístico
El arte en Emilia Pardo Bazán es un tema protagonista en su producción literaria, tanto en sus reflexiones y críticas artísticas, como en sus novelas de ficción. Aunque no dedica una obra específica a su pensamiento artístico, este se ve reflejado a través de sus escritos.

#### El arte como manifestación intelectual
En primer lugar, el concepto general de arte para Pardo Bazán se ve influido por las teorías neoplatónicas. Tras la imagen u obra de arte se halla la manifestación de pensamientos e ideales que van más allá de la mera apariencia física. Como podemos observar en el siguiente fragmento: de “Siempre veré, detrás de una obra de arte, un concepto, un pensamiento, un símbolo y una manifestación más o menos clara y expresiva de algo cerebral, superior a los sentidos y a la mera reproducción de la realidad sensible" .
Sus planteamientos podrían vincularse, además, con algunos métodos fundamentales de la Historia del Arte, como por ejemplo el método filológico, basado principalmente en el estudio a través de los textos sobre arte. Ella misma admite: ¨mi concepto del arte está influido, fatalmente, sin que para eso haya remedio, por los ideales literarios¨ . Vemos, por tanto, que la literatura, y su relación con las artes, adquiere gran consideración en sus postulados.
Así mismo, la artista concibe la imagen como símbolo, portadora de significados que trascienden lo sensorial y lo superficial. De esta forma, podemos relacionar sus ideales artísticos con los conceptos de la iconografía, la obra de arte, y la iconología, el significado tras la misma. Teoría que se ve plasmada en su máxima de aunar lo sensible con lo inteligible.
Por último, entre sus ideas artísticas podemos observar ciertas tendencias románticas. Por ejemplo, muchas de sus novelas tienen como protagonistas al tipo de artista atormentado propio del Romanticismo, en búsqueda de un ideal que les resulta inalcanzable. Además, propio de la época romántica fue también el sentimiento nacionalista, presente en la obra y el pensamiento de la escritora en sus obras literarias dedicadas al mundo popular y el folclore. En estas se hacen presentes protagonistas como meigas, peregrinos, gaiteros, así como ritos y costumbres de su región natal, Galicia. Emilia intervino activamente en la fundación de la Sociedad del Folklore Gallego en 1884 en la que fue nombrada presidenta.

#### La unión de las artes
La unión de las artes será uno de los pilares del pensamiento artístico de Pardo Bazán, y estará principalmente influenciado por el concepto de la transposición del poeta Théophile Gautier, cuyas obras aprecia y comenta. La técnica de la transposición, que no es otra cosa que la aspiración de introducir los lenguajes artísticos de otras prácticas en la suya propia, en este caso la literatura, bebe directamente del reconocido Ut pictura poesis acuñado por el poeta romano Horacio y de la teoría romántica de la fusión de las artes, la cual también llega a Pardo Bazán mediante la obra de Richard Wagner y su idea de la obra de arte total.

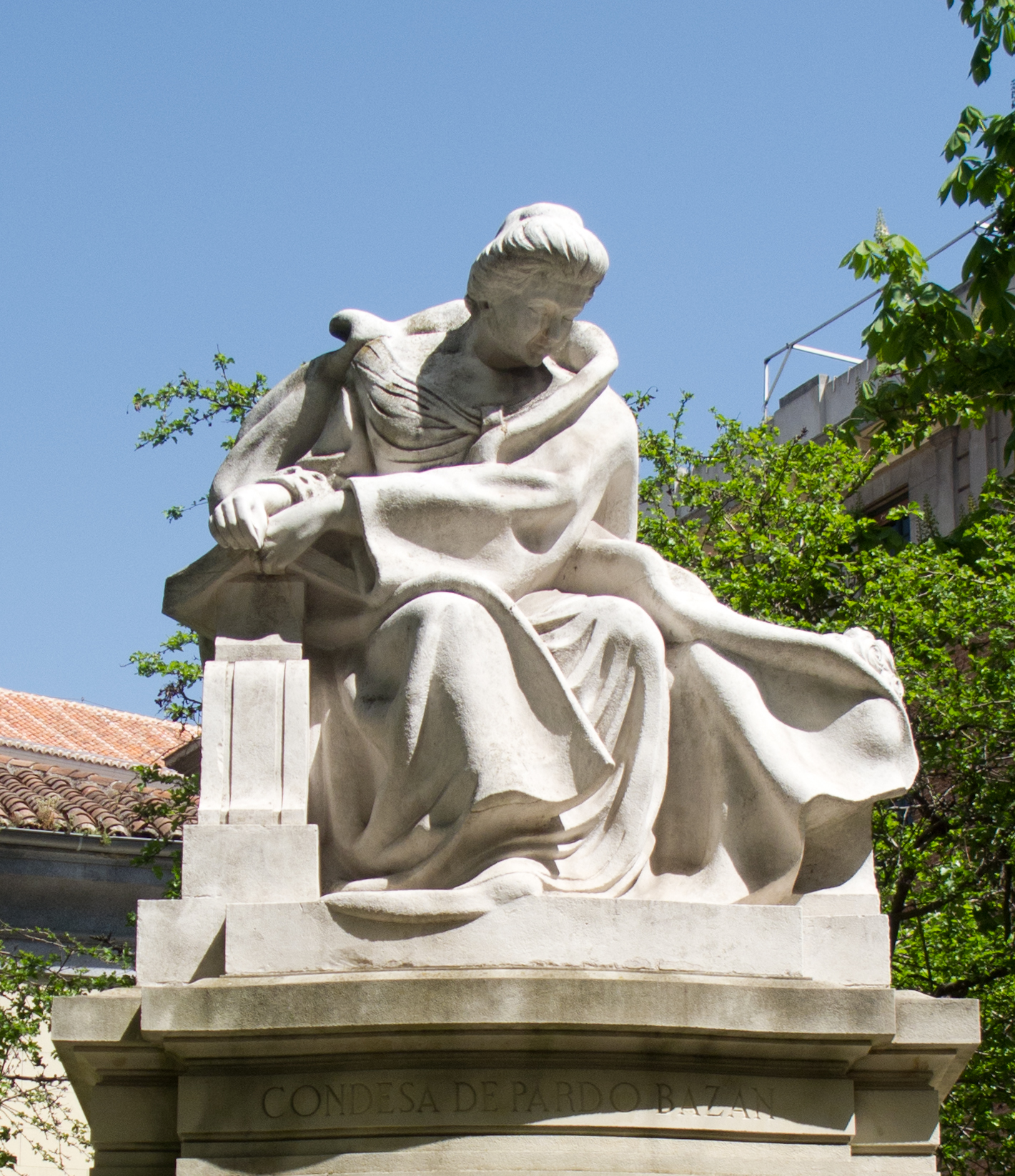
Monumento a Emilia Pardo Bazán en la calle Princesa (Madrid), obra del escultor Rafael Vela del Castillo.

Esta última teoría tiene como base la idea de que todas las prácticas artísticas son simplemente las diferentes formas de expresar una misma voluntad creadora, que en el pasado se encontraban reunidas bajo lo que consideraría la obra de arte total'. Para Wagner, la obra de arte total, esa aspiración que tendrán los románticos, ya era una realidad en la Antigua Grecia ejemplificado por la tragedia griega.
Esta faceta de su pensamiento artístico se ve reflejada en la producción literaria de Emilia Pardo Bazán, mediante la introducción de un vocabulario pictórico en sus textos, realizando detalladas descripciones en las que abundan conceptos como la línea, la silueta, las masas de color o la palabra impresiones para hacer referencia a los paisajes. De la misma forma, vemos en los textos y cartas de la escritora esa aspiración a una integración de las diferentes prácticas artísticas a través de su propio deseo de expresarse más allá de los límites del texto, experimentando con la pintura.Así lo expresaba la escritora en sus crónicas: “Me han encantado los paisajes granadinos, y quiero imitar a las turistas inglesas, que se sientan, abren el álbum, afilan el lápiz o deslíen la pastilla de acuarela [...].” (“La vida contemporánea”, La Ilustración Artística, 5 de junio de 1905).

#### La música como arte
Pardo Bazán mantiene una estrecha relación con el mundo de la ópera, mostrando mayor interés por la música alemana y la obra de Wagner. Durante el transcurso de la Primera Guerra Mundial se desarrolla una rivalidad entre la música francesa y la alemana que influyó en el pensamiento musical crítico de la artista.  Esto llevó a que Emilia llegase a la conclusión  de que ciertas melodías musicales estarían dirigidas hacia un público selecto en función de su categoría social. Por lo que indica que de forma general las personas que pertenecían a una clase social inferior no aprecian estas manifestaciones musicales al igual que las altas élites o también designadas como “la minoría selecta”, que tendría la capacidad de apreciar la auténtica belleza de estas composiciones  por su formación intelectual. 
En este ámbito Pardo Bazán desarrolla un pensamiento crítico personal en algunas de sus novelas sobre el arte de la música, destacando que las composiciones musicales deberían de poseer una serie de elementos esenciales, como la originalidad, emoción, calidad en las interpretaciones, etc.

#### La defensa del Patrimonio artístico
Pardo Bazán fue firme defensora del patrimonio artístico a través de la realización de informes que mostraban el estado de la cuestión a finales del siglo XX. 

## Obras

### Narrativa

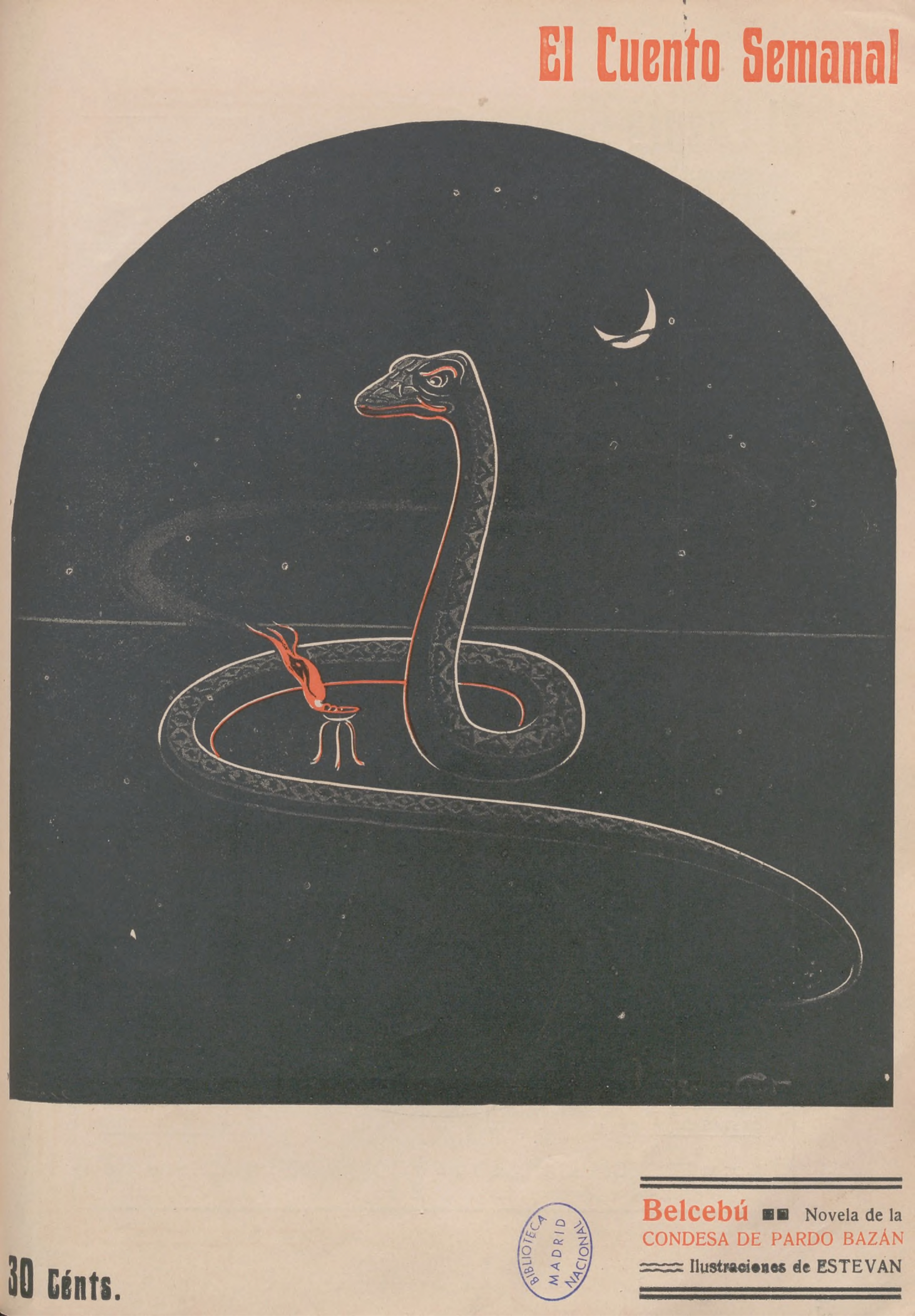
Belcebú (n.º 103 de El Cuento Semanal)

- Pascual López: autobiografía de un estudiante de Medicina (1879).
- Un viaje de novios (1881).
- La tribuna (1883).
- El Cisne de Vilamorta (1885).
- La dama joven (1885). Novela corta.
- Bucólica (1885). Novela corta.
- Los pazos de Ulloa (1886-1887).
- La madre naturaleza (1887).
- Insolación (historia amorosa) (1889).
- Morriña (historia amorosa) (1889).
- Una cristiana (1890).
- La prueba (1890).
- La piedra angular (1891).
- Doña Milagros (1894).
- Memorias de un solterón (1896).
- El tesoro de Gastón (1897).
- El saludo de las brujas (1899).
- El niño de Guzmán (1900)
- Misterio (1902).
- Novelas ejemplares (1904).
  - Los tres arcos de Cirilo
  - Un drama
  - Mujer
- La quimera (1905).
- Cada uno... (1907). Novela corta.
- La sirena negra (1908).
- Belcebú (1908). Novela corta.
- Allende la verdad (1908). Novela corta.
- Dulce dueño (1911).
- La gota de sangre (1911). Novela corta.
- En las cavernas (1912).
- La aventura de Isidro (1916). Novela corta.
- La última fada (1916). Novela corta.
- Clavileño (1917). Novela corta.
- Dioses (1919). Novela corta.
- La serpe (1920). Novela corta.
- Instinto. Novela corta.
- Arrastrada. Novela corta.
- La muerte del poeta. Novela corta.
- Los misterios de Selva, novela inédita.
- La pipa de kif, novela inédita.
- Aficiones peligrosas (1864), escrita a los 13 años.

### Narrativa corta: cuentos
Emilia Pardo Bazán fue una fecunda escritora de cuentos, de los que se llegaron a publicar más de seiscientos cincuenta.
- La dama joven y otros cuentos (1885)
- La leyenda de la Pastoriza (1887)
- Cuentos de la tierra (1888)
- Cuentos escogidos (1891)
- Cuentos de Marineda (1892)
- Cuentos de Navidad y Año Nuevo (1893)
- Cuentos nuevos (1894).
- Arco Iris (cuentos) (1895)
- El encaje roto (1897). Cuento.
- Cuentos de amor (1898)
- Cuentos sacro-profanos (1899)
- La rosa (1899). Cuento.
- Un destripador de antaño (Historias y cuentos de Galicia) (1900)
- Vampiro (1901). Cuento.
- En tranvía (Cuentos dramáticos) (1901)
- Cuentos de Navidad y Reyes (1902)
- Cuentos de la Patria (1902)
- Cuentos antiguos (1902)
- Interiores (1907)
- Cuentos del terruño (1907)
- Sud-exprés (cuentos actuales) (1909)
- Cuentos trágicos (1912)
- El conde llora y otros cuentos
- La novia fiel y otros relatos (publicados en el diario El Imparcial) (1890 - 1899)
- La camarona
- Infidelidad
- El indulto

### Ensayo y crítica
- Estudio crítico de las obras del padre Feijoo (1876).
- Los poetas épicos cristianos (1895).
- La cuestión palpitante (1883).
- La revolución y la novela en Rusia (1887).
- De mi tierra (1888).
- Los pedagogos del Renacimiento, Madrid, Fortanet (1889).
- Nuevo Teatro Crítico (1891-1892).
- Polémicas y estudios literarios (1892).
- La nueva cuestión palpitante (1894)
- Lecciones de literatura (1906)
- La literatura francesa moderna (1910-1911).
  - Tomo I, El Romanticismo, Madrid: V. Prieto (1910).
  - Tomo II, La transición, Madrid: V. Prieto (1911).
  - Tomo III, El Naturalismo, Madrid: Imp. Prudencio Pérez de Velasco (1911).
- La cocina española antigua (1913).
- La cocina española moderna (1913).
- Porvenir de la literatura después de la guerra (1917).
- La mujer española y otros escritos (1916).[55]
- El lirismo en la poesía francesa (Obra póstuma), Madrid, Pueyo (1921).

### Conferencias y discursos
- Discurso leído por Emilia Pardo Bazán Presidenta de la Junta provisional del Folklore gallego, La Coruña, Fregenal a cargo de Tórrellas y Cía. (1884).
- El Folklore gallego en 1884-1885. Sus actas y acuerdos y discursos, por Emilia Pardo Bazán y Memoria por Salvador Golpe. Madrid: Tip. de Ricardo Fé (1886).
- La España de ayer y la de hoy Discurso pronunciado en la Sala Charras París (18 de abril del 1899), Sociedad de Conferencias. Publicado en Madrid: A. Avrial (1901).[56]
- Discurso inaugural del Ateneo de Valencia pronunciado la noche del 29 de diciembre de 1899, Madrid: Tip. de Idamor Moreno (1899).
- Discurso pronunciado en los Juegos Florales de Orense la noche del 7 de junio de 1901. Tema: Los males de la Patria La Coruña: Tip. de la Casa de la Misericordia (1901).
- Discurso a la Memoria del Poeta José María Gabriel y Galán. Salamanca (1905).

### Libros de viajes
- Mi romería (recuerdos de viaje) (1887)
- Al pie de la torre Eiffel (Crónicas de la Exposición), Madrid, La España Editorial (1889).
- Al pie de la torre Eiffel, Madrid, Est. Tip. Idamor Moreno (1899).
- Al pie de la torre Eiffel, Madrid, La Línea del Horizonte Ediciones (2020).
- Por Francia y por Alemania (Crónicas de la Exposición), Madrid, La España Editorial (1889).
- Por la España pintoresca, Barcelona, López editor, (1895).
- Cuarenta días en la Exposición, Madrid, V. Prieto y Cía. (1900).
- Por la Europa católica, Madrid, Est. Tip. Idamor Moreno (1902).
- Desde la montaña. Ed. de José Manuel González Herrán y José Ramón Saiz Viadero, Santander, Tantín (1997).
- Viajes por Europa, Madrid, Bercimuel (2003).
- Viajes por España, Madrid, Bercimuel (2006).
- Apuntes de un viaje. De España a Ginebra [1873], reproducción facsímil. Edición de José Manuel González Herrán, Santiago, Universidad de Santiago de Compostela-Real Academia Gallega (2014).

### Obra periodística
- De siglo a siglo, Madrid, Est. Tip. Idamor Moreno (1902).
- Nuevo Teatro Crítico, Madrid, La España Editorial (1891-1893).
- La Revista de Galicia de Emilia Pardo Bazán (1880). Estudio y edición de Ana M.ª Freire López, La Coruña, Fundación Pedro Barrié de la Maza, Conde de Fenosa (1999).
- La obra periodística completa en La Nación de Buenos Aires (1879-1921). Edición de Juliana Sinovas Maté, La Coruña, Diputación Provincial (1999), 2 vols.
- Cartas de la Condesa en el Diario de la Marina, La Habana (1909-1915). Edición de Cecilia Heydl-Cortínez, Madrid, Pliegos (2002).
- De siglo a siglo (Edición facsímil a partir del volumen de Obras completas), Madrid, Senado, Servicio de Publicaciones del Senado (2002).
- La Vida Contemporánea, Madrid, Área de las Artes (2005).[57]
- La Vida Contemporánea (Edición conmemorativa en el centenario del fallecimiento de la escritora), Madrid, Área de Cultura, Turismo y Deporte (2021).[58]

### Teatro
- Teatro [Verdad. Cuesta abajo. Juventud. Las raíces. El vestido de boda (monólogo). El becerro de metal. La suerte (diálogo dramático)], Madrid, R. Velasco impr. (1909).
- Teatro completo. Edición de Montserrat Ribao, Madrid, Akal (2010).
- El vestido de boda. Monólogo, Madrid, Est. Tip. de Idamor Moreno (1899).
- La suerte. Diálogo dramático, Madrid, Est. Tip. de Idamor Moreno (1904).
- Verdad. Drama en cuatro actos, en prosa, Madrid, R. Velasco impr. (1906).
- Cuesta abajo. comedia dramática en cinco actos, en prosa, Madrid, R. Velasco impr. (1906).
- Las raíces: comedia dramática en tres actos, en prosa
- El becerro de metal: comedia dramática en tres actos, en prosa
- Juventud: comedia dramática en tres actos, en prosa, original

### Biografías
- San Francisco de Asís, siglo XIII, Madrid, Librería de Miguel Olamendi (1882), 2 tomos.
- Hombres y mujeres de antaño (Semblanzas), Barcelona, López (1896).
- Retratos y apuntes literarios, Madrid, Administración (1908).
- Hernán Cortés y sus hazañas, Madrid, La Lectura (1914).
- Francisco Pizarro o Historia de la conquista del Perú, Madrid, Voluntad (1917).
- Cuadros religiosos, Madrid, Pueyo (1925).

### Lírica
- Jaime (1876)
- Jaime, Madrid, Imprenta de A. J. Alaria (1881).
- Jaime, Nancy, Imp. Berger-Levrault & Cie. (1886).
- Jaime, Madrid, Jesús López (1924).
- Poesías inéditas u olvidadas. Ed. de Maurice Hemingway, Exeter, University of Exeter Press (1996).

### Libros de cocina
- La cocina española antigua (1913).
- La cocina española moderna (1917).

### Traducciones
- John Stuart Mill, La esclavitud femenina; con un prólogo de Emilia Pardo Bazán, Madrid, Administración (189-?).

### Epistolario
- Cartas a Galdós, edición de Carmen Bravo-Villasante, Madrid, Turner (1978)
- «Miquiño mío». Cartas a Galdós, nueva edición (febrero de 2020) con material inédito de Isabel Parreño y Juan Manuel Hernández.[59]
- Cartas de buena amistad: epistolario de Emilia Pardo Bazán a Blanca de los Ríos (1893-1919). Editorial Iberoamericana, 2016[60]

## Reconocimientos

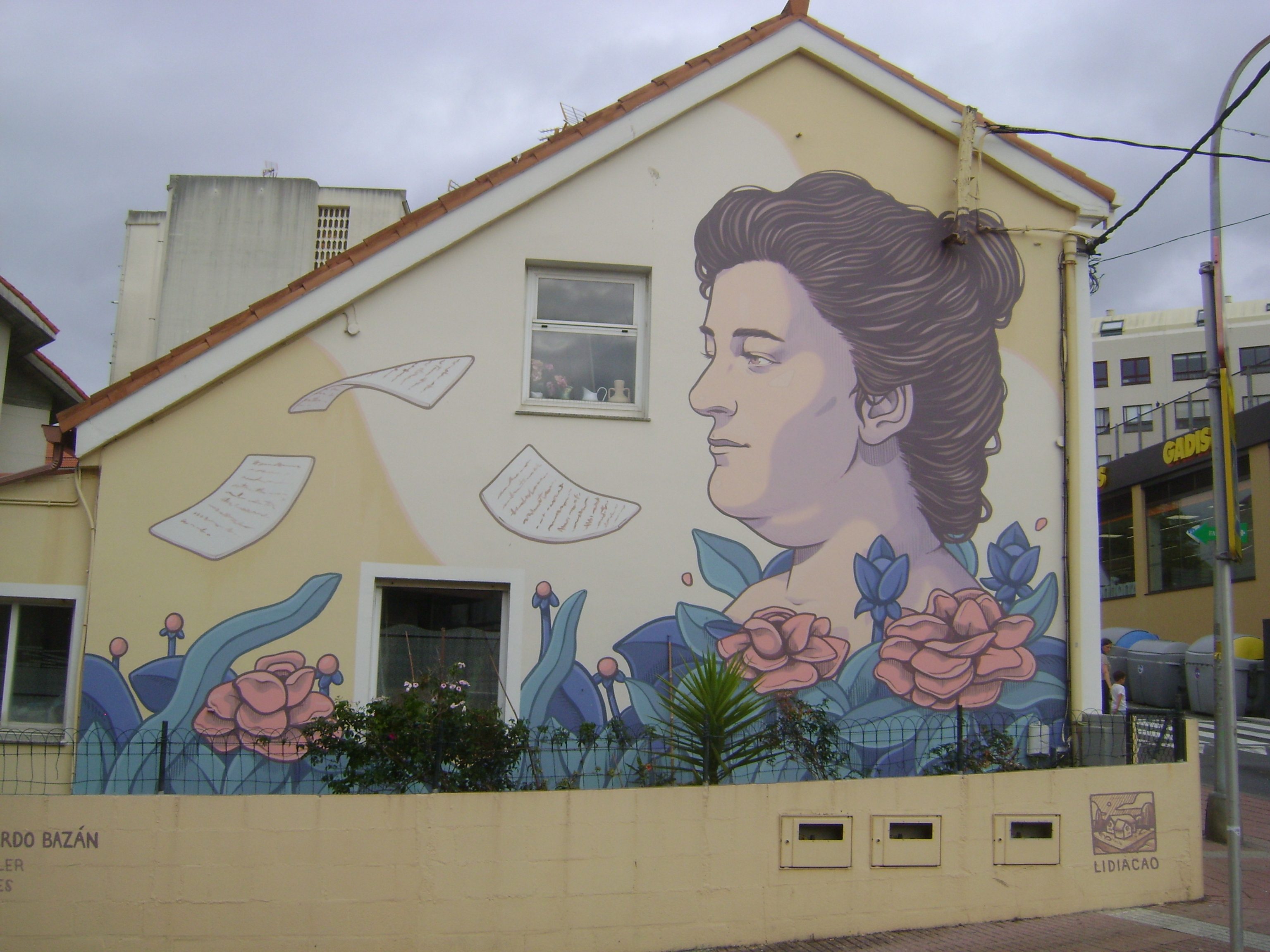
Mural de Emilia Pardo Bazán en Oleiros.

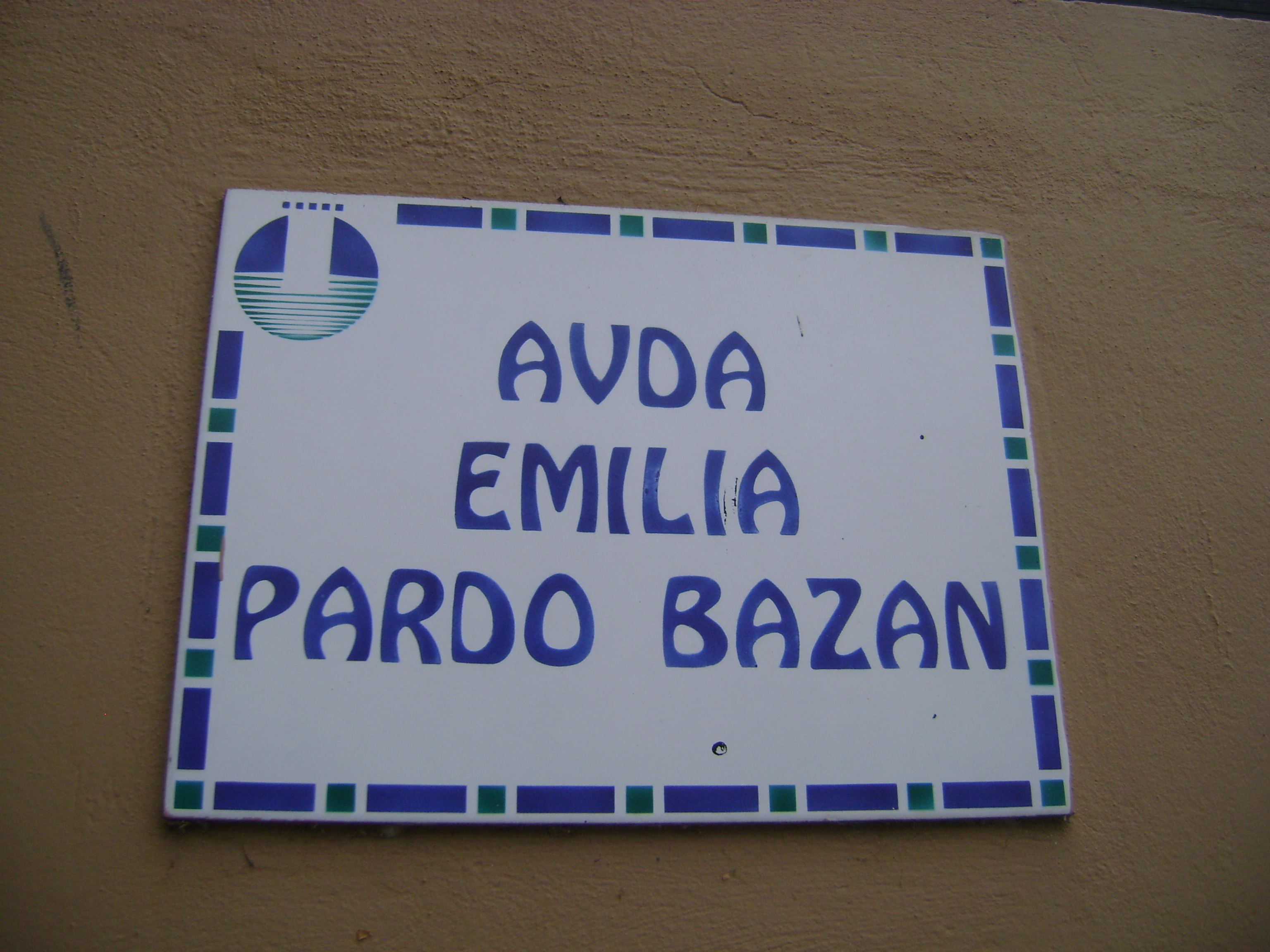
Avenida Emilia Pardo Bazán en Oleiros.

En julio de 2018 la Asociación “Herstóricas. Historia, Mujeres y Género” y el Colectivo “Autoras de Cómic” creó un proyecto de carácter cultural y educativo para visibilizar la aportación histórica de las mujeres en la sociedad y reflexionar sobre su ausencia consistente en un juego de cartas. Una de estas cartas está dedicada a Pardo Bazán.

## Homenajes
- Desde 2017 la calle General Primo de Rivera de Valladolid fue rebautizada como calle de Emilia Pardo Bazán.[63]
- Una calle en la ciudad de Montevideo, Uruguay, lleva su nombre[64]
- En 2022, el salón de actos de la Facultad de Filología de la Universidad Complutense de Madrid recibió el nombre de Emilia Pardo Bazán.[65]
- Una calle de la ciudad de Santander lleva su nombre.